# Camarate (film)
Cet article concerne le film. Pour la commune, voir Camarate.
Pour plus de détails, voir Fiche technique et Distribution.
Camarate est un film à suspense portugais réalisé par Luís Filipe Rocha et sorti en 2001.

## Synopsis
Luísa (Maria João Luís) est une juge respectée. Bonne professionnelle, avec une relation stable et beaucoup d'amis, elle pense avoir le monde à ses pieds. Tout va pour le mieux jusqu'à ce que de nouvelles informations apparaissent sur l'accident d'avion qui a coûté la vie au Premier ministre Francisco Sá Carneiro à Camarate le 4 décembre 1980. Luísa devra faire partie de l'équipe qui enquêtera sur ces nouvelles informations et décidera si l'affaire doit être classée ou jugée. Aidée par Manuel Mesquita (Cândido Ferreira), un juge mystérieux, connu pour ses plans énigmatiques qui finissent toujours par révéler des informations secrètes, par ses collègues et amis ainsi que par son père (Filipe Ferrer), un juge à la retraite mais bien connu, elle devra coordonner sa vie personnelle avec ce nouveau travail lourd et difficile ; une tâche compliquée au début, mais à laquelle elle s'habitue peu à peu.

## Fiche technique
- Titre original : Camarate[1]
- Réalisation : Luís Filipe Rocha
- Scénario : Luís Filipe Rocha
- Photographie : Edgar Moura
- Montage : Antonio Perez Reina
- Musique : Luis Cilia
- Production : Tino Navarro
- Sociétés de production : Mgn Filmes
- Format : couleurs - 16:9 - Son Dolby Digital
- Pays de production :  Portugal
- Langue de tournage : portugais
- Genre : film à suspense, film de procès
- Durée : 140 minutes
- Dates de sortie : 
  - France : 10 mai 2001 (Festival de Cannes 2001)

## Distribution
- Maria João Luís (pt) : Luísa
- Virgílio Castelo (pt) : Diogo
- Filipe Ferrer (pt) : Carlos
- Cândido Ferreira (pt) : Manuel Mesquita
- José Wallenstein (pt) : Paulo
- Ana Nave (pt) : Marta
- Adriano Luz (pt) : André
- José Meireles : Joaquim
- João Lobo : David
- Alexandra Leite (pt) : Diana
- Carlos Quintas (pt) : António
- António Pedro Cerdeira (pt) : Pilote
- Luís Lucas (pt) : Sá Carneiro
- João Reis (pt) : Gaspar Frade
- Luís Mascarenhas (pt) : Inácio Costa
- João Perry (pt) : Médecin